# Проституция в Узбекистане
Проституция в Узбекистане — оказание сексуальных услуг за плату в Узбекистане.
Проституция в Узбекистане нелегальна, но распространена, особенно в Фергане и столице страны Ташкенте. С момента распада Советского Союза проституция в стране значительно возросла. По оценкам ЮНЭЙДС, в стране насчитывается 22 000 работников секс-бизнеса. Многие женщины в Узбекистане обратились к проституции из-за бедности. Узбекистан является местом секс-туризма для мужчин из Индии.

## ВИЧ
ВИЧ является проблемой в стране, но реальная ситуация неизвестна, поскольку правительство редактирует цифры, чтобы преуменьшить эту проблему. Проститутки относятся к группе высокого риска, и их обвиняют в росте числа ВИЧ-инфекций. В 2004 году из 11 000 зарегистрированных случаев ВИЧ-инфекции в стране 20 % составляли работники секс-бизнеса.
Клиенты неохотно пользуются презервативами. По оценкам ЮНЭЙДС, во время платного секса, презервативы используются только в 50 % случаев.
По оценкам на 2016 год распространенность ВИЧ-инфекций среди секс-работников составляла 2,9 %.

## Секс-торговля людьми
Узбекистан является страной происхождения и назначения женщин и детей[прояснить], подвергающихся сексуальной торговле. Узбекские женщины и дети подвергаются сексуальной торговле на Ближнем Востоке, в Евразии и Азии, а также внутри страны в публичных домах, клубах и частных резиденциях.
Статья 135 Уголовного кодекса Узбекистана запрещает как секс-торговлю, так и принудительный труд, предусматривая наказание в виде лишения свободы на срок от трех до 12 лет. Правительство сообщило, что 250 преступлений, расследованных в 2016 году, были связаны с сексуальной эксплуатацией.
Управление по мониторингу и противодействию торговле людьми Государственного департамента США относит Узбекистан к категории стран «контрольного списка уровня 2», так как правительство страны не полностью соблюдает стандарты для борьбы с торговлей людьми.